# Gryf
Gryf (Swoboda, Świeboda, Jaxa) was een Poolse heraldische clan (ród herbowy) van middeleeuws Polen en later het Pools-Litouwse Gemenebest.

## Achtergrond

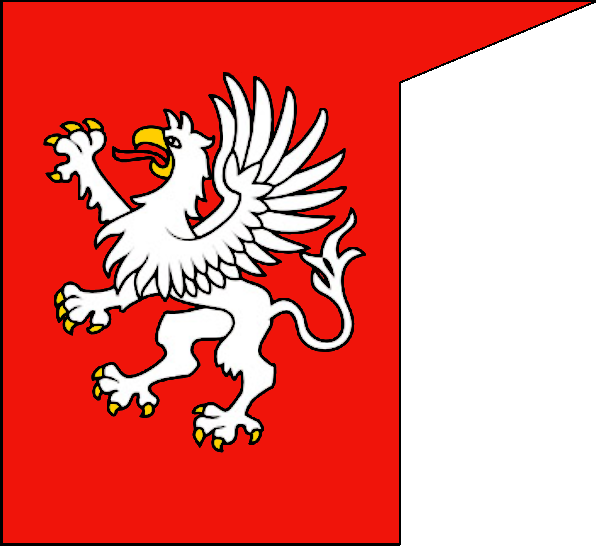
Oorlogsvlag van de Broederschap van Gryf

De plaats Kije wordt aan het einde van de 12e eeuw beschreven als het middelpunt van Gryf-clanterritorium. Er zijn aanwijzingen te vinden voor een sterke vroege band tussen de clans Gryf en Ciołek in de parallen in geografie en politieke connectiviteit van clanleden. Deze aanwijzingen zouden verklaren waarom de namen Sassin, Getco, Andreas, Clemens en Petrus in beide clans sterk vertegenwoordigd zijn en dat huwelijken tussen Gryf en Ciołek veel voorkwamen.
Clanleden van de Gryf waren betrokken bij de kruistochten. De ridder Jaksa Gryfita is een van de bekendste voorbeelden. Tijdens de Slag bij Tannenberg (1410) hadden Gryf en Jelita als enige betrokken clans hun eigen oorlogsvlag. Die van Gryf werd aangevoerd door de ridder Zygmunt van Bobowej en zijn Broederschap van Gryf.
De Hetman Jan Klemens Branicki was de laatste clanlid van Gryf.

## Telgen
De clan bracht de volgende bekende telgen voort:
- Gryfici-Świebodzice
  - Jan Gryfita, aartsbisschop
  - Jaksa Gryfita, ridder
  - Teodor Gryfita, Woiwode van Krakau
    - Huis Branicki
      - Jan Klemens Branicki, Hetman

    - Huis Mielecki
      - Mikołaj Mielecki, Woiwode en Hetman
- Huis Otwinowski
  - Erazm Otwinowski, dichter en socinianistische activist
- Zygmunt van Bobowej, ridder

## Variaties op het wapen van Gryf

Wapen van de graaf van Konarski
Wapen van de graaf van Dębicki
Wapen van de baron van Bobowski
Wapen van Bałła
Wapen van Białoskrzydł